# Graphium agetes
Fourbar Swordtail Graphium agetes là một loài bướm ngày phân bố rộng khắp vùng nhiệt đới của châu Á.

## Hình ảnh

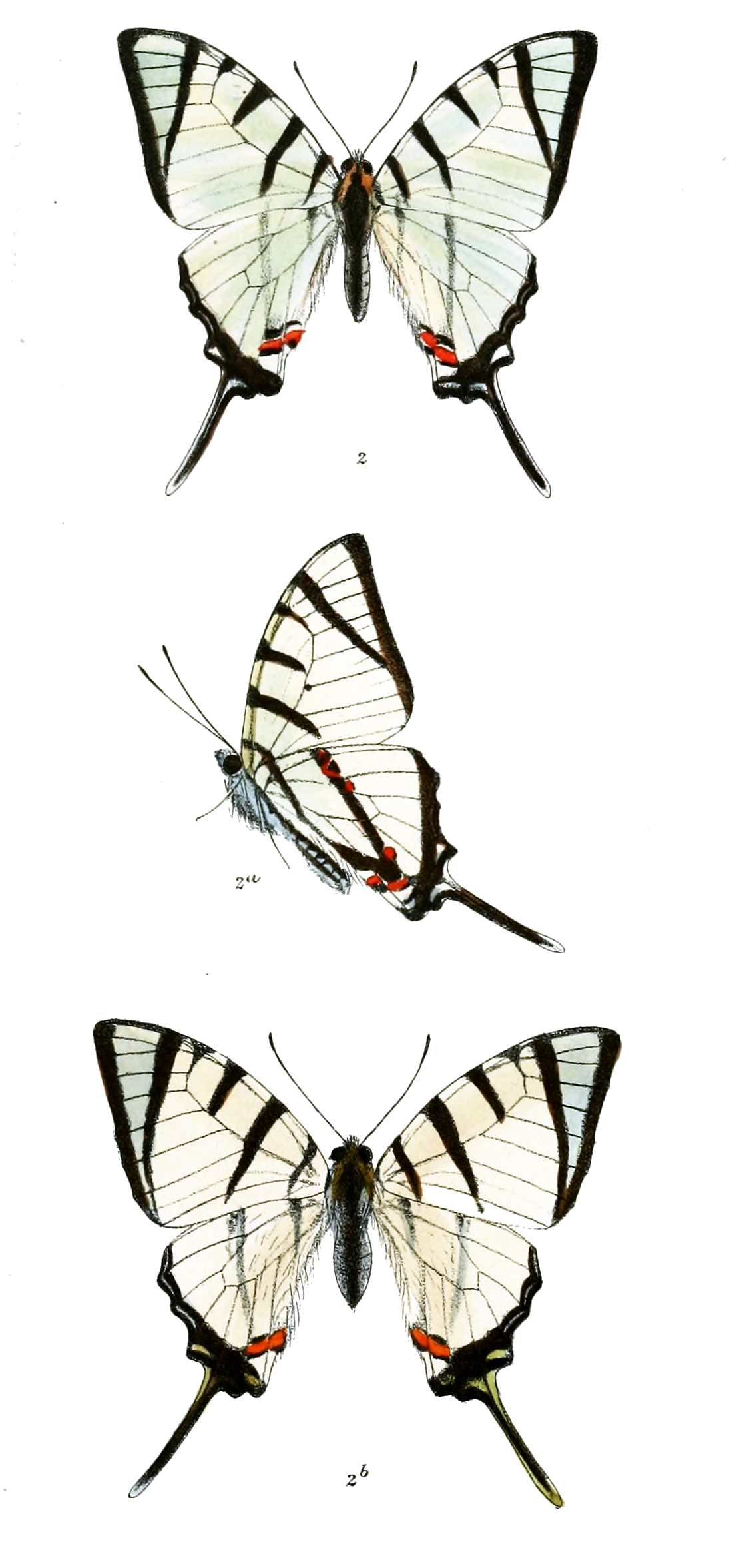
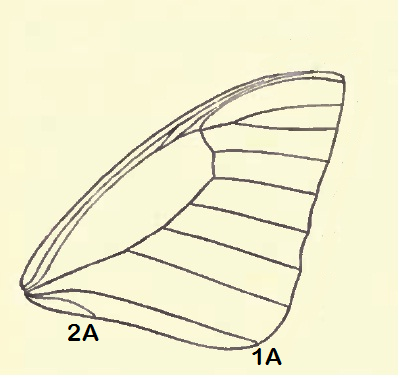